# María Esther Díaz
María Esther Díaz García (La Felguera, Langreo, 9 de mayo de 1965) es una abogada y expolítica asturiana. Ejerció como abogada entre los años 1990 y 2003 momento en que fue elegida como alcaldesa de Langreo por el Partido Socialista Obrero Español, hasta ser nombrada consejera de Bienestar Social y Vivienda del Gobierno del Principado de Asturias hasta su dimisión en 2014.

## Carrera
Esther Díaz se licenció en Derecho por la Universidad de Oviedo. Llegó a la alcaldía de Langreo tras ser concejal del Grupo Socialista desde 1995, arrebatando en 2003 la mayoría municipal a Izquierda Unida. A lo largo del periodo en que representó al Ayuntamiento de Langreo como Alcaldesa fue elegida Presidenta de la Mancomunidad de Municipios del Valle del Nalón, cargo que ostentó desde 2004 a 2006. También fue presidenta del Patronato del Museo de la Siderurgia, de la Fundación Sanatorio Adaro y de Ernalón, entre otros cargos. En 2007 revalidó la alcaldía aumentado en dos concejales (10 en total sobre 21). Repitió como candidata en las de 2011, manteniéndose en el cargo hasta mayo de 2012, en que el nuevo presidente del Principado, Javier Fernández, surgido de la repetición de las Elecciones Autonómicas de Asturias, nombra a Díaz consejera de Bienestar Social y Vivienda. El 29 de mayo de 2012, tras la celebración de un pleno extraordinario del Ayuntamiento, entrega el bastón de mando a María Fernández Álvarez. Fue también miembro del Comité Federal del PSOE.

## Dimisión
En noviembre de 2014 Mª Esther Díaz dimitió de su cargo en el Gobierno del Principado y cesó en todas sus responsabilidades políticas.